# Vado Football Club 1913
Il Vado Football Club 1913, noto semplicemente come Vado, è una società calcistica italiana con sede nella città di Vado Ligure, in provincia di Savona; milita in Serie D, quarta divisione del campionato italiano di calcio.
È conosciuta soprattutto per essere stata la prima squadra a vincere, nel 1922, la Coppa Italia, battendo in finale l'Udinese per 1-0.

## Storia
Il 1º novembre 1913 una cordata di soci capeggiati da Angelo Morixe si accordò per la fondazione di una società di calcio nel savonese, il Vado Foot-Ball Club, con presidente Lino Pizzorno. I colori sociali scelti per il sodalizio furono il rosso e il blu.

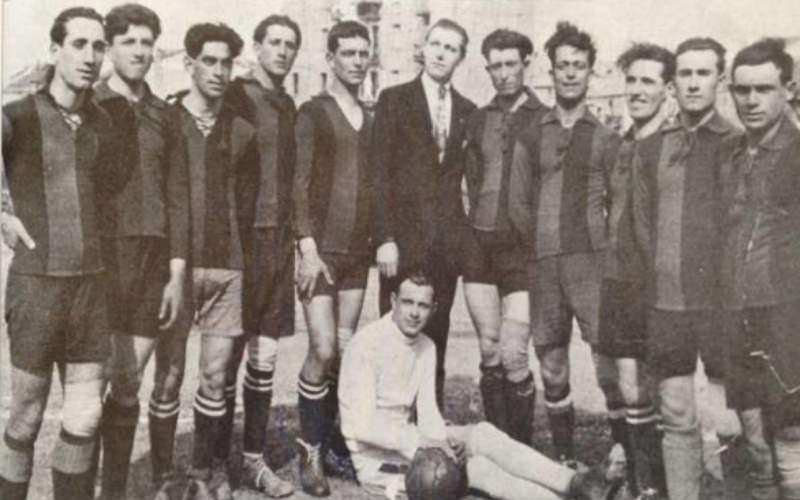
La formazione del Vado che conquistò la prima edizione della Coppa Italia nel 1922

Le prime gare del club, di natura pionieristica, vennero disputate fra gli spazi di fronte alla fabbrica Fumagalli e la vecchia stazione ferroviaria, sino a quando vennero ultimati i lavori per il Campo di Leo. Fino al 1919 l'attività calcistica del club fu legata a manifestazioni calcistiche di vario genere, prettamente di carattere amichevole; in seguito la squadra si affiliò alla FIGC e debuttò partecipando al campionato regionale di Promozione (secondo livello del calcio italiano del tempo).
Nel primo dopoguerra, nel 1922, la società ligure conquistò il trofeo più importante della sua storia: la prima edizione della Coppa Italia, battendo in finale l'Udinese per 1-0 grazie al gol di Levratto. In quella stagione la squadra vinse anche il proprio campionato di competenza, quello di Promozione ligure.
Due anni più tardi, nel 1924, Levratto del Vado partecipò con la Nazionale italiana alle Olimpiadi di Parigi.
Nel 1925 il Vado cambiò terreno di gioco, traslocando al Campo delle Traversine, che qualche anno più tardi venne rinominato alla memoria di Giuseppe Chittolina, portiere del Vado che morì nel 1946 in un incidente di gioco mentre indossava la maglia della squadra ligure.
Dalla seconda metà degli anni venti e sino al 1932, il Vado militò in Seconda Divisione, terzo livello, poi quarto, del calcio italiano. Nel 1932 venne ripescato in Prima Divisione. Nel 1935, con la nuova denominazione di Associazione Calcio Vado, non riuscì ad ottenere l'ammissione alla nuova Serie C, restando in Prima Divisione, nel frattempo declassata a quarto livello. Tuttavia per la promozione in Serie C attese un solo anno, restandovi sino al 1940.
Nel 1940 il Vado rinunciò a partecipare al campionato per problemi economici; al suo posto subentrò una squadra della Gioventù Italiana del Littorio, che tesserò gli atleti rimasti in città e iscrisse in Prima Divisione ligure la GIL di Vado per la stagione 1940-41.
La squadra si comportò bene in campionato, vincendo il proprio girone e giungendo sesta in quello finale. Poi scomparve, e soltanto nel 1945, dopo la Liberazione, venne ricostituito il Vado Foot-Ball Club.
Nel 1946 la squadra venne ammessa d'ufficio in Serie C con la motivazione di essere stata vincitrice in passato di una coppa nazionale, pur giungendo solo quarta nel girone finale di Prima Divisione.
Nel 1967 il campo "Ferruccio Chittolina" venne abbandonato dal club, che si spostò fino al 1978 al Comunale di Quiliano. Nel 1976 l'ingegner Giovanni Ciarlo assunse la presidenza del Vado ed egli stesso progettò il nuovo Stadio Ferruccio Chittolina, che nel 1978 divenne la nuova sede degli incontri casalinghi della squadra ligure.
Nel 1992, dopo un'amichevole contro l'Udinese, la FIGC riconsegnò al club di Vado (nel frattempo militante nell'Eccellenza ligure) una copia esatta del trofeo vinto 70 anni prima, ossia la Coppa Italia, che nel 1935 era stata forzatamente donata a causa del cosiddetto "Oro alla Patria". Il trofeo si trova oggi esposto in piazza Cavour a Vado Ligure, nella Banca Cassa Risparmio di Savona.
Oscillazioni soprattutto tra campionati di sesto, quinto e quarto livello segnano la storia del club fino ai giorni nostri. Nel 2013-2014 la squadra ha celebrato i suoi 100 anni di attività e in tale occasione il Comune ha dedicato al club un'apposita mostra. In ambito sportivo, la squadra disputa nuovamente la Serie D (girone A) dopo cinque stagioni in cui è risultata assente, impegnata a riscalare i livelli dopo la retrocessione del 2009 dall'Eccellenza alla Promozione ligure.

## Colori e simboli

### Colori
Fin dal 1913 i colori sociali del Vado sono il rosso e il blu, analogamente a molte altre società italiane di antica fondazione.
La casacca interna tradizionalmente si presenta partita nei due colori in questione; le si abbinano pantaloncini blu e calzettoni a loro volta nelle tinte istituzionali. Il club ha tuttavia adottato nel corso della sua storia anche maglie d'altra foggia, quale ad esempio template palati. 
La seconda divisa si presenta invece di norma bianca, con finiture nei colori sociali: tra le soluzioni adottate per essa si menziona l'iconico template con fascia ventrale rosso-blu caricata centralmente della stella bianca a cinque punte, simbolo del club.

### Stemma
Lo stemma storicamente è costituito da uno scudo svizzero partito alle suddette tinte e bianco nella parte superiore (ove è riportata la denominazione sociale). Al centro campeggia una stella bianca a cinque punte.
Successive versioni dello stemma, pur mantenendo la suddetta struttura di base, si sono arricchite di ulteriori elementi quali la coccarda italiana tricolore (allusiva alla vittoria nella prima Coppa Italia), l'anno di fondazione del club (1913) e l'anno di conquista del trofeo nazionale (1922).
Fecero eccezione l'emblema in uso negli anni 1990 (un ancile recante superiormente un motivo cuspidale rosso e blu, con al centro la stella bianca e un cartiglio ricurvo con la ragione sociale, e inferiormente la coccarda tricolore e l'anno della conquista) e quello adottato nel 2013 per celebrare il centenario di fondazione (uno scudetto dalle linee squadrate entro cui campeggia il numero 100 a cifre auree - con lo 0 centrale colorato di rosso e blu e recante la stella e gli anni 1913 e 2013 - e al di sotto il nome societario e la coccarda tricolore).

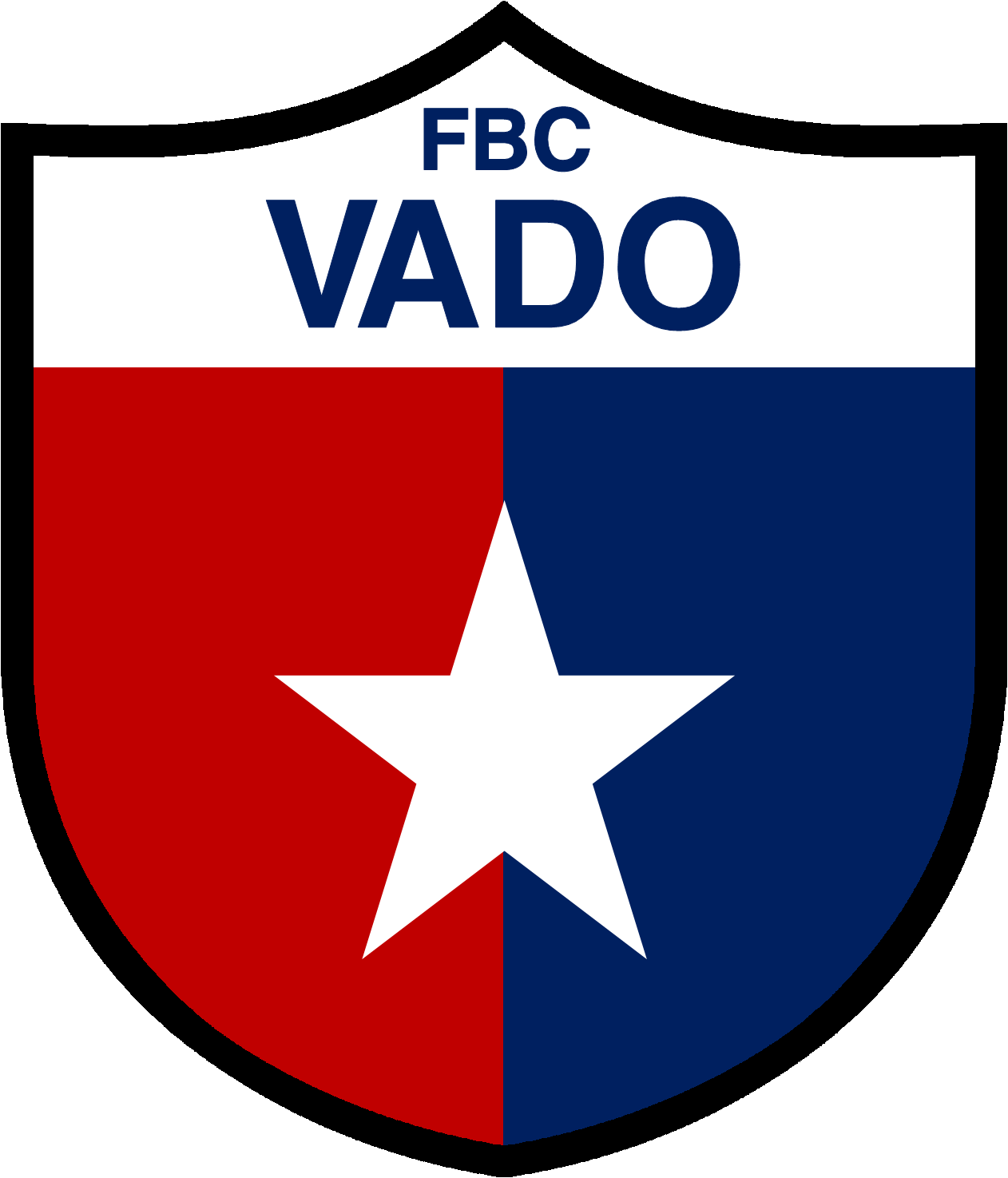
Logo storico
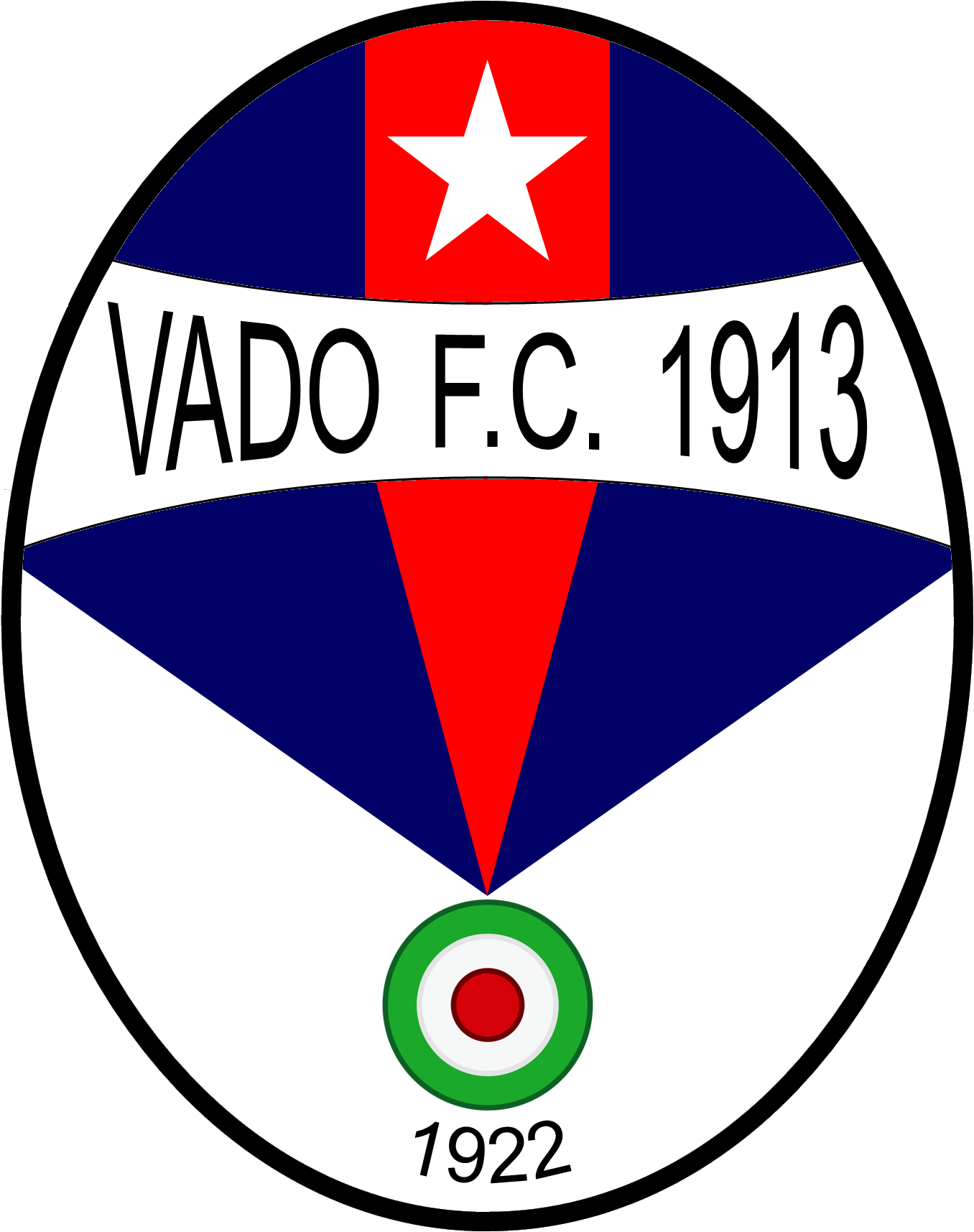
Logo negli anni 1990
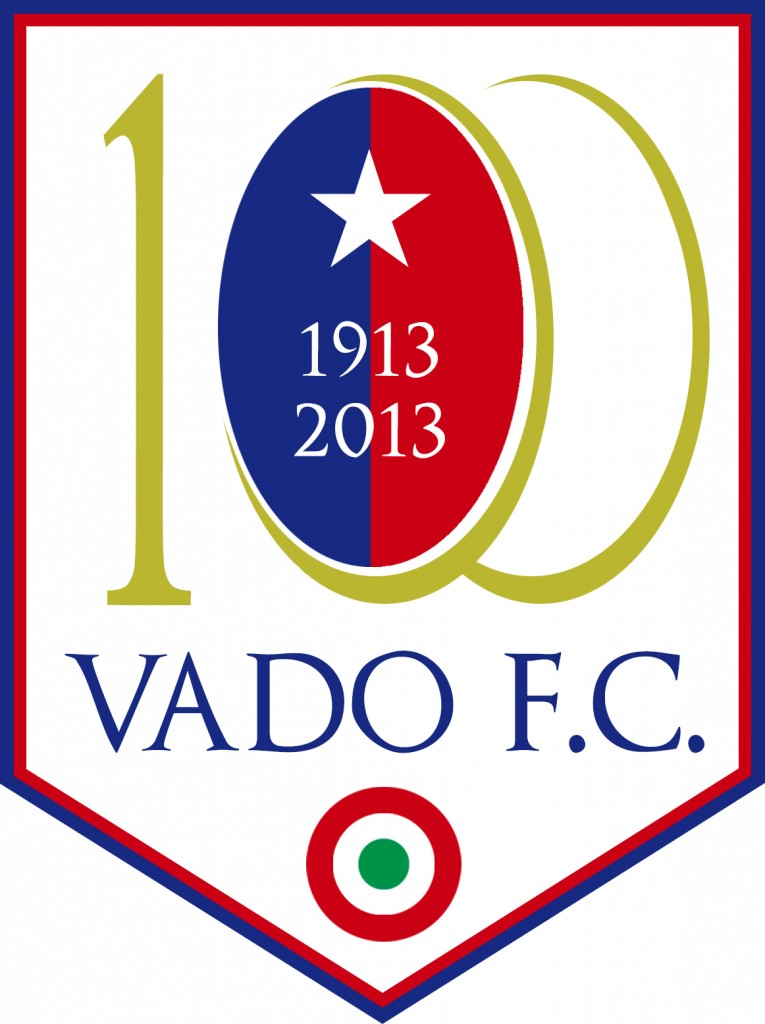
Logo celebrativo del centenario di fondazione

## Stadio
Il Vado giocò inizialmente le proprie partite casalinghe presso il Campo di Leo, per poi trasferirsi nel 1925 al Campo delle Traversine, così denominato in quanto costruito nei pressi della locale stazione ferroviaria, lungo la linea Genova-Ventimiglia. Questo campo, poi dedicato a "Ferruccio" Chittolina, fu chiuso nel 1967 e da quell'anno il Vado giocò a Quiliano.
Nel 1978 fu inaugurato il nuovo impianto, nuovamente intitolato alla memoria del portiere vadese Giuseppe "Ferruccio" Chittolina, rimasto gravemente ferito durante la partita Vado-Altarese del 7 aprile 1946 e deceduto pochi giorni dopo il ricovero in ospedale a Savona.
Lo stadio, più volte ammodernato, è capace di 2000 spettatori in due tribune contrapposte (la maggiore delle quali è dotata di copertura), dispone di un campo da gioco in erba sintetica e di una pista d'atletica leggera.

## Palmarès

### Competizioni nazionali
- Coppa Italia: 1

1922

### Competizioni regionali
- Eccellenza: 3

2000-2001, 2012-2013, 2018-2019
- Promozione: 5

1953-1954 (girone A), 1980-1981 (girone A), 1985-1986, 1995-1996 (girone A), 2009-2010 (girone A)
- Prima Divisione: 1

1940-1941 (girone C)

### Competizioni giovanili
- Campionato Juniores Dilettanti: 1

2012-2013

### Onorificenze
- Stella d'argento al merito sportivo: 1

1973

## Record e statistiche

### Campionati disputati

#### Campionati nazionali e interregionali
| Categoria  | Categoria                 | Partecipazioni | Debutto   | Ultima stagione | Totale |
| ---------- | ------------------------- | -------------- | --------- | --------------- | ------ |
| 2º livello | Seconda Divisione         | 4              | 1922-1923 | 1925-1926       | 4      |
| 3º livello | Seconda Divisione         | 2              | 1926-1927 | 1927-1928       | 11     |
| 3º livello | Prima Divisione           | 3              | 1932-1933 | 1934-1935       | 11     |
| 3º livello | Serie C                   | 6              | 1936-1937 | 1947-1948       | 11     |
| 4º livello | Seconda Divisione         | 2              | 1928-1929 | 1929-1930       | 29     |
| 4º livello | Promozione                | 4              | 1948-1949 | 1951-1952       | 29     |
| 4º livello | IV Serie                  | 5              | 1954-1955 | 1958-1959       | 29     |
| 4º livello | Campionato Interregionale | 8              | 1981-1982 | 1989-1990       | 29     |
| 4º livello | Serie D                   | 13             | 2001-2002 | 2024-2025       | 29     |
| Totale     |                           |                |           |                 | 46     |

#### Campionati regionali
| Categoria   | Categoria         | Partecipazioni | Debutto   | Ultima stagione | Totale |
| ----------- | ----------------- | -------------- | --------- | --------------- | ------ |
| II livello  | Promozione        | 3              | 1919-1920 | 1921-1922       | 3      |
| IV livello  | Seconda Divisione | 2              | 1930-1931 | 1931-1932       | 4      |
| IV livello  | Prima Divisione   | 2              | 1935-1936 | 1945-1946       | 4      |
| V livello   | Promozione        | 11             | 1952-1953 | 2016-2017       | 21     |
| V livello   | Prima Categoria   | 9              | 1959-1960 | 1967-1968       | 21     |
| VI livello  | Promozione        | 6              | 1977-1978 | 1990-1991       | 19     |
| VI livello  | Eccellenza        | 16             | 1991-1992 | 2018-2019       | 19     |
| VII livello | Promozione        | 2              | 1995-1996 | 2009-2010       | 2      |
| Totale      |                   |                |           |                 | 51     |